# Berens (herb szlachecki)
Berens – herb szlachecki.

## Opis herbu
W polu srebrnym niedźwiedź czarny, wspięty, w koronie złotej. W klejnocie nad hełmem w koronie dwa czarne skrzydła orle, a między nimi Gwiazdozbiór Wielkiej Niedźwiedzicy.

## Historia herbu
Nadany w 2. poł. XVII wieku Janowi Berensowi z Brandenburgii (1683). Związany znaczeniowo z zawołaniem Sokola.

## Herbowni
- Berens[1].